# Barbara Horejs

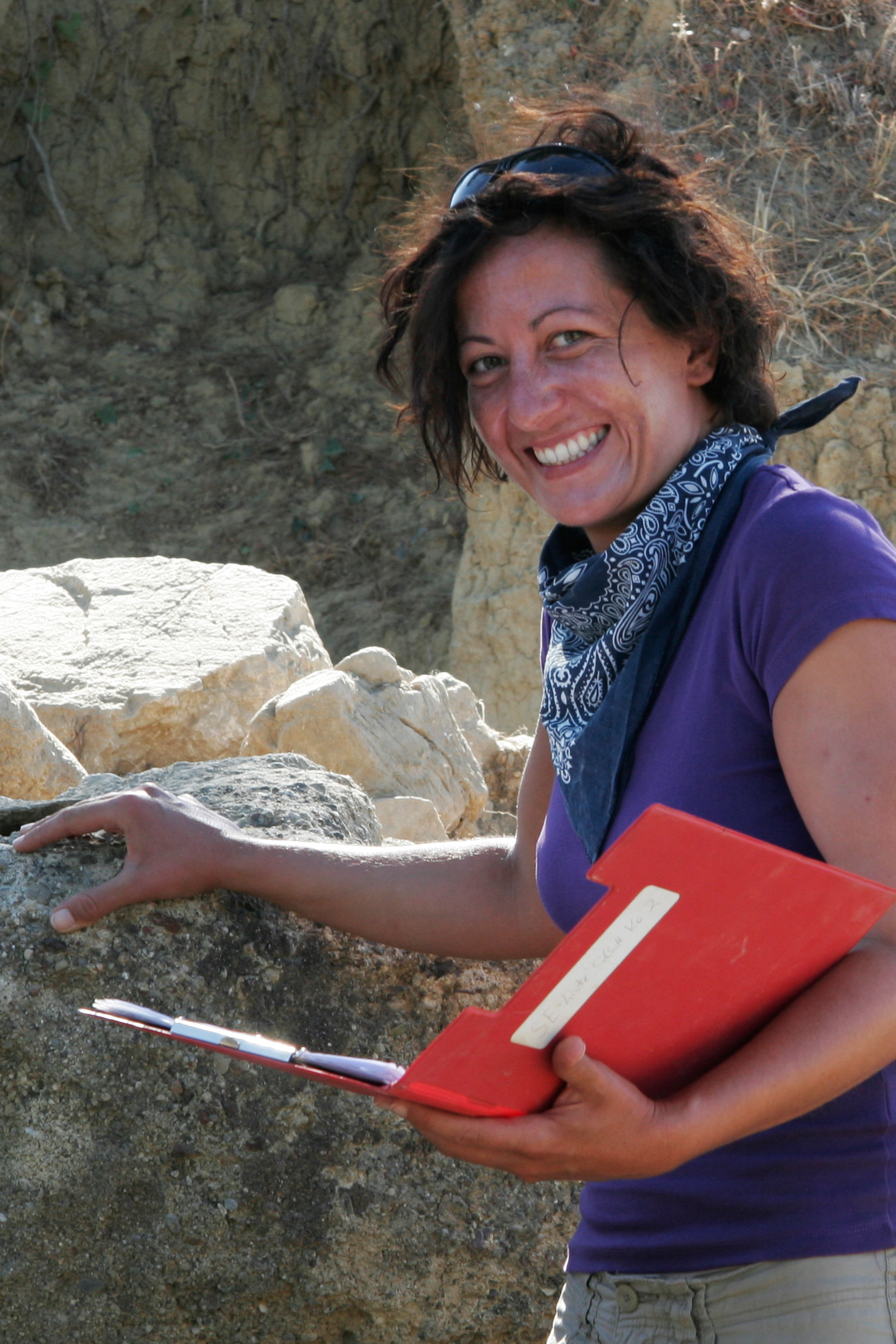
Barbara Horejs (2019)

Barbara Horejs (* 5. Februar 1976 in Wien) ist eine österreichische Prähistorische Archäologin und Spezialistin für das Neolithikum, die Kupferzeit und die Bronzezeit in Südosteuropa, der Ägäis und in Anatolien.
Sie ist seit dem 1. Januar 2021 wissenschaftliche Direktorin am Österreichischen Archäologischen Institut (ÖAI) an der Österreichischen Akademie der Wissenschaften (ÖAW) und seit 2022 stellvertretende Direktorin am Österreichischen Archäologischen Institut. Von 2013 bis 2020 leitete sie als Direktorin das Institut für Orientalische und Europäische Archäologie (OREA), ebenfalls an der ÖAW in Wien.
Seit 2015 ist Barbara Horejs zudem Honorarprofessorin an der Eberhard Karls Universität Tübingen im Fachbereich Ur- und Frühgeschichte. Seit 2022 hat sie eine Honorarprofessur an der Universität Wien im Bereich Urgeschichte und Historischer Archäologie (UHA) inne. Seit 2023 stellvertretende Leiterin der Human Evolution and Archaeological Sciences (HEAS) in Wien.

## Leben
Horejs wurde 1976 in Wien geboren. Sie maturierte 1994 am Bundesgymnasium Babenbergerring in Wiener Neustadt und studierte von 1994 bis 2002 Ur- und Frühgeschichte und Klassische Archäologie an den Universitäten in Wien, Athen und Berlin. An der Freien Universität Berlin schloss sie ihren Magister Artium 2002 mit Auszeichnung ab und wurde im Jahre 2005 bei Bernhard Hänsel mit „Summa cum laude“ über ihre Doktorarbeit Die spätbronzezeitliche handgemachte Keramik der Schichten 13 bis 1 der Toumba von Olynth (Agios Mamas). Vergleichsstudien innerhalb Makedoniens und benachbarter Kulturregionen promoviert. Im Anschluss wurde sie für diese Forschungsarbeit mit dem Reisestipendium des Deutschen Archäologischen Instituts (DAI) ausgezeichnet.
Von 2006 bis 2013 war Barbara Horejs selbstständig bzw. am Österreichischen Archäologischen Institut (ÖAI) tätig und entwickelte dort mehrere Grundlagenforschungsprojekte, die durch den Fonds zur Förderung der wissenschaftlichen Forschung (FWF) und den Europäischen Forschungsrat (ERC) ihre Förderung fanden. Im Jahre 2013 übernahm Horejs die Direktion des Instituts für Orientalische und Europäische Archäologie (OREA), welches aus den ehemaligen Forschungseinrichtungen Prähistorische Kommission, Kommission für Ägypten & Levante, sowie der Mykenischen Kommission der ÖAW hervorging. Die Umstrukturierung des Instituts in eine moderne Forschungseinrichtung führte 2016 zur positiven Evaluierung durch ein internationales Komitee und somit zur dauerhaften Etablierung von OREA an der ÖAW. Seit 2007 lehrt Horejs wiederholt an der Universität Wien, im Jahr 2022 wurde ihr die Honorarprofessur verliehen. Zudem hat sie seit 2015 die Honorarprofessur an der Eberhard Karls Universität Tübingen inne.
Innerhalb der Österreichischen Akademie der Wissenschaften war Horejs von 2011 bis 2012 zunächst als Direktorin der Jungen Kurie und seit 2015 als korrespondierendes Mitglied der philosophisch-historischen Klasse aktiv. Seit 2016 ist sie zudem korrespondierendes Mitglied des Deutschen Archäologischen Instituts (DAI). Von 1. Juni 2013 bis 31. Dezember 2020 war sie Direktorin des Instituts für Orientalische und Europäische Archäologie (OREA), seit 2021 ist sie als wissenschaftliche Direktorin am Österreichischen Archäologischen Institut (ÖAI) tätig und ist zeitgleich die Leiterin der Abteilung „Prähistorie und Westasien/Nordostafrika-Archäologie“, innerhalb derer ihre Forschungsgruppe „Prehistoric Phenomena“ eingegliedert ist. Seit 2022 ist Horejs im Leitungsboard bei HEAS (Human Evolution and Archeological Sciences) an der Universität Wien. Zudem ist Horejs seit 2022 stellv. Leiterin des ÖAI. Im Jahr 2024 wurde ihr ein Fellowship an der Ca'Foscari Universität Venedig zuteil.
Horejs ist Herausgeberin der Zeitschrift Archaeologia Austriaca (ArchA) sowie der Publikationsreihen Mitteilungen der Prähistorischen Kommission (MPK) und Oriental and European Archaeology (OREA).
Ihr Hauptbetätigungsfeld liegt in der Leitung von Ausgrabungen und Materialstudien (archäometrische Analysen) in der Türkei, in Griechenland, auf dem Balkan, in den Vereinigten Arabischen Emiraten und in Westasien zur Schaffung und Auswertung neuer Primärquellen. Dabei stehen zentrale Fragen zur Menschheitsentwicklung im Holozän im Mittelpunkt, die großräumig eingebettet werden. Schnittpunkte verschiedener Kulturkreise, Wissenstransfer und Kommunikationsnetzwerke, relative und absolute Chronologien zwischen Donauraum und Orient sowie ökologische, ökonomische und soziale Entwicklungen gehören zu ihren Expertisen. Diverse naturwissenschaftliche Analytik und deren Auswertung mit interdisziplinär besetzten und internationalen Teams zählen zu ihren grundlegenden Methoden. Ihre Forschungen konzentrieren sich auf Neolithikum, Kupferzeit und die gesamte Bronzezeit und umfassen einen Zeitraum von rund 8000 Jahren.
Hervorzuheben ist das vom Europäischen Forschungsrat (ERC) finanzierte Projekt „Prehistoric Anatolia. From Sedentism to Protourban Societies“, bei dem Ausgrabungen (Çukuriçi Höyük) und Surveys im Umland der antiken Stätten Ephesos und Pergamon in der Westtürkei vorgenommen worden sind, sowie das durch den Fonds zur Förderung der wissenschaftlichen Forschung (FWF) finanzierte Projekt „Bronze Age Gold Road of the Balkans – Ada Tepe Mining“. Im Zuge dieses Projektes wurde die Ausstellung „The First Gold“ im Kunsthistorischen Museum (KHM) von Barbara Horejs (mit-)kuratiert. Das von 2019 bis 2024 „Pusta Reka Research NEOTECH“-Projekt war ebenfalls FWF-gefördert.

## Auszeichnungen
- 2020: Ernennung zum Ordentlichen Mitglied des Deutschen Archäologischen Instituts[21]
- 2019: Ehrenmitglied des National Institute of Archaeology, Bulgarian Academy of Sciences
- 2017: Ehrenurkunde und Plakette „Zlaten Vek“ („Das goldene Jahrhundert“) des Bulgarischen Kulturministeriums für die Förderung der österreichisch-bulgarischen Beziehungen auf dem Gebiet der Kultur und für die Vermittlung und Verbreitung der bulgarischen Kultur in Österreich[22][23]
- 2014: Research Award of the City of Vienna for scientific achievements in the humanities[24]
- 2011: Starting Grant des Europäischen Forschungsrates (ERC)
- 2010: Verleihung des START-Preises durch den Österreichischen Forschungsfonds (FWF) und das Österreichische Bundesministerium für Wissenschaft und Forschung
- 2005/06: Reisestipendium des Deutschen Archäologischen Institutes
- 2005: Verleihung des Förderpreises für die beste Qualifikationsarbeit einer Nachwuchswissenschaftlerin für die Dissertation vom Fachbereich der Geschichts- und Kulturwissenschaften der Freien Universität Berlin
- 2003–2005: Stipendium der wissenschaftlichen Nachwuchsförderung des Senats Berlin für das Promotionsvorhaben bis 2005

## Mitgliedschaften
Sie ist u. a. seit 2022 Vorsitzende des wissenschaftlichen Beirats des Leibniz-Zentrum für Archäologie (LEIZA), vormals RGZM, Kuratoriumsmitglied des European Forum Alpbach, Mitglied im Editorial Board Studia Praehistorica (Sofia), im Advisory Board des Journal of World Prehistory, ordentliches Mitglied des Deutschen Archäologischen Instituts (DAI), korrespondierendes Mitglied der philosophisch-historischen Klasse der Österreichischen Akademie der Wissenschaften und Ausschussmitglied der Österreichischen Gesellschaft für Ur- und Frühgeschichte (ÖGUF). Sie war u. a. Vorsitzende der Institutsdirektor*innenkonferenz der ÖAW und Mitglied des Scientific Advisory Board GENOM Austria (ÖAW, CeMM) und stellvertene Vorsitzende des wissenschaftlichen Beirats DAI Istanbul.

## Publikationen
Bislang (Stand:2025) veröffentlichte Barbara Horejs 22 Bücher, darunter vier Monographien, zahlreiche Konferenzbände, Sammelbände und Kataloge, sowie über 130 wissenschaftliche Aufsätze zu archäologischen Themen vom Neolithikum bis zur Bronzezeit und ist (Mit-)Herausgeberin verschiedener Zeitschriften- und Monographie-Reihen.

## Belege
1. ↑  Barbara Horejs, auf oeaw.ac.at
2. ↑  Team, auf orea.oeaw.ac.at
3. ↑  Prof. Dr. Barbara Horejs, auf uni-tuebingen.de, abgerufen am 2. Oktober 2022
4. ↑  Universitätsprofessor*innen. Abgerufen am 18. November 2024.
5. ↑  Team Leaders HEAS. Abgerufen am 26. Mai 2025.
6. ↑  Geschichte der Stipendien. dainst.org, archiviert vom Original (nicht mehr online verfügbar) am 7. November 2017; abgerufen am 31. Oktober 2017.
7. ↑  Barbara Horejs an der Universität Wien
8. ↑  ÖAW Mitglieder Detail. Abgerufen am 31. Oktober 2017.
9. ↑  Prehistoric Phenomena, auf oeaw.ac.at, abgerufen am 1. Juli 2025
10. ↑  HEAS. 4. November 2021, abgerufen am 18. November 2024.
11. ↑  Structures search:Ca' Foscari University of Venice. Abgerufen am 18. November 2024 (englisch).
12. ↑  Archaeologia Austriaca
13. ↑  Mitteilungen der Prähistorischen Kommission
14. ↑  Oriental and European Archaeology (OREA)
15. ↑  Barbara Horejs: Forschungsschwerpunkte. In: oeaw.ac.at/oeai. Abgerufen am 26. Mai 2025.
16. ↑  European Commission : CORDIS : Projects and Results : From Sedentism to Proto-Urban Societies in Western Anatolia. Abgerufen am 31. Oktober 2017.
17. ↑  Prehistoric Anatolia. Abgerufen am 31. Oktober 2017.
18. ↑  Bronze Age Gold Road of the Balkans – Ada Tepe Mining. Abgerufen am 31. Oktober 2017.
19. ↑  The First Gold Ada Tepe: Europe's Oldest Gold Mine. khm.at, abgerufen am 31. Oktober 2017.
20. ↑  Pusta Reka Research NEOTECH Project. Abgerufen am 18. November 2024.
21. ↑  Mitglieder, auf dainst.org, abgerufen am 1. Juli 2025
22. ↑  Velina Dimitrova: Почетна грамота и отличие „Златен век” за проф. Барбара Хореш. (bas.bg [abgerufen am 31. Oktober 2017]). Почетна грамота и отличие „Златен век” за проф. Барбара Хореш (Memento vom 4. Juli 2017 im Internet Archive)
23. ↑  "Goldenes Zeitalter" Verleihung der Auszeichnung „Zlaten vek“ an Barbara Horejs. In: OeAI Presse/Newsarchiv. 24. Mai 2017, abgerufen am 26. Mai 2025.
24. ↑  m07gra: Preisträgerinnen und Preisträger - Förderungspreise der Stadt Wien. Archiviert vom Original am 27. Dezember 2018; abgerufen am 9. Januar 2018.
25. ↑  LEIZA. In: www.leiza.de. 2. Januar 2023, abgerufen am 26. Mai 2025.
26. ↑  Editorial board, auf link.springer.com, abgerufen am 1. Juli 2025
27. ↑  Vorstand & Ausschuss. In: oeguf.ac.at, abgerufen am 1. Juli 2025.
28. ↑  Barbara Horejs. Abgerufen am 3. Dezember 2024.

| Personendaten    | Personendaten                              |
| ---------------- | ------------------------------------------ |
| NAME             | Horejs, Barbara                            |
| KURZBESCHREIBUNG | österreichische prähistorische Archäologin |
| GEBURTSDATUM     | 5. Februar 1976                            |
| GEBURTSORT       | Wien                                       |